# Polyalthia chlorantha
Polyalthia chlorantha este o specie de plante din genul Polyalthia, familia Annonaceae, descrisă de Karl Moritz Schumann și Carl Karl Adolf Georg Lauterbach. Conform Catalogue of Life specia Polyalthia chlorantha nu are subspecii cunoscute.